# Clinton (thị trấn), Wisconsin
Clinton là một thị trấn thuộc quận Rock, tiểu bang Wisconsin, Hoa Kỳ. Năm 2010, dân số của thị trấn này là 889 người.